# Give Me Love (álbum)
Give Me Love (relançado em 2001, com o título Dominó) é o nono álbum de estúdio da boy band brasileira Dominó, lançado em 15 de maio de 1999 pela gravadora Paradoxx Music.  O projeto marca o segundo álbum da formação que contava com Rodrigo Phavanello, Rodriguinho, Cristiano Garcia e Héber Albêncio. 
A lista de faixas é composta por 14 canções inéditas e o primeiro single do álbum, "Diz que Sim", contou com a produção de um videoclipe gravado na Jordânia, uma tentativa de expandir a visibilidade internacional do grupo. 
Durante o período de promoção do álbum, Phavanello deixou o grupo para seguir carreira solo. A Paradoxx Music, buscando manter a continuidade das atividades do Dominó, organizou uma seleção para encontrar um novo integrante. Após testes, Klaus Hee, conhecido por ter sido assistente de palco no programa Passa ou Repassa, foi escolhido como substituto. Com essa nova formação, o grupo continuou a realizar apresentações e shows por todo o Brasil.
Em maio de 2001, o álbum foi relançado, com algumas alterações significativas. O título foi alterado para Dominó, e novas faixas, incluindo o single "La Bomba", foram adicionadas, enquanto algumas canções do lançamento original foram removidas. O relançamento ocorreu em um evento na casa de espetáculos Donna, em São Paulo, e a promoção do novo álbum incluiu diversas apresentações em programas de TV, além de uma série de shows, mantendo a banda ativa e presente no mercado musical brasileiro.

## Give Me Love

### Antecedentes e gravação
Após o sucesso com o álbum Comvido!, de 1997, cujo primeiro single, "Baila Baila Comigo", vendeu cerca de 750 mil cópias no mundo, o grupo Dominó começou a gravar um novo álbum. 
O projeto seria o segundo álbum de estúdio com a formação dos integrantes  Rodrigo Phavanello, Rodriguinho, Cristiano Garcia e Héber Albêncio, e o décimo da carreira que teve início em 1985, com os integrantes Afonso, Marcelo, Marcos e Neil.

### Singles
O primeiro e único single do álbum foi o da música "Diz que Sim" que ganhou um videoclipe que foi gravado na Jordânia, país do Sudoeste Asiático.

### Divulgação
Em meio a divulgação do álbum, o integrante Rodrigo Phavanelo resolveu sair do grupo para seguir carreira solo.
Em entrevista, o cantor revelou que não estava feliz no grupo e após retornar das apresentações promocionais no exterior que vinha fazendo, resolveu não renovar o seu contrato.

## Dominó

### Antecedentes
Em meados de 1999, a gravadora Paradoxx Music começou a fazer testes com vários rapazes para poder substituir Phavanello.
Nessa época, o modelo Klaus Hee era assistente de palco há 5 anos do programa Passa ou Repassa, do SBT, que estava prestes a sair do ar. Como Hee dançava no programa, a produção de Gugu Liberato o chamou para fazer testes e ele entrou como substituto de Phavanello.

### Lançamento e divulgação
O álbum Give Me Love foi relançado em maio de 2001, com o título de Dominó. Foram incluídas algumas faixas inéditas, ao passo que algumas canções da lista de faixas original foram retiradas.
O lançamento da nova edição do álbum ocorreu na casa de espetáculos Donna, em São Paulo, no dia 29 de maio de 2001, onde o grupo cantou várias das músicas novas.
Com a nova formação o grupo obteve êxito e realizou diversas apresentações em programas de televisão e shows por todos os estados brasileiros, seguindo juntos por quatro anos consecutivos.
Na divulgação do novo álbum foram feitos shows e apresentações em programas de TV, como o Mulheres, da TV Gazeta, apresentado por Christina Rocha e Clodovil Hernandes. O primeiro show ocorreu em meados de janeiro de 2001, no interior de São Paulo. No programa de TV supracitado, o grupo revelou que suas apresentações eram todas cantadas ao vivo, dispensando o playback que era recorrente em grupos de música pop.

### Single
Entre as faixas inéditas do relançamento, está uma versão cover da música "La Bomba", originalmente gravada pelo grupo boliviano Azul Azul, e que foi escolhida como single de Dominó.
No Brasil, a canção mencionada fez sucesso com o grupo baiano Braga Boys, em uma versão em língua portuguesa intitulada "Uma Bomba" (do álbum Bomba), sendo uma das canções de maior sucesso no verão do ano 2001. A versão com o grupo Dominó também obteve êxito.

## Lista de faixas
Créditos adaptados do CD Give Me Love, de 1999 e da reedição de 2001, intitulada Dominó.
| N.º | Título                       | Compositor(es)                        | Duração |  |
| 1.  | "Dance Te Quero"             | Alex Gill                             |         |  |
| 2.  | "Me Dê Um Olhar"             |                                       |         |  |
| 3.  | "Menina Linda"               |                                       |         |  |
| 4.  | "Diz que Sim"                | Alex Gill                             |         |  |
| 5.  | "Como Você é"                |                                       |         |  |
| 6.  | "Sua Onda"                   |                                       |         |  |
| 7.  | "Give Me Love"               |                                       |         |  |
| 8.  | "Doce Mistério"              |                                       |         |  |
| 9.  | "Vem Falar de Amor"          |                                       |         |  |
| 10. | "What Are You Talking About" |                                       |         |  |
| 11. | "Falsa Timidez"              |                                       |         |  |
| 12. | "Toda Beleza do Mundo"       | José María Cano, Edgard Barbosa Poças |         |  |
| 13. | "Para Sempre"                |                                       |         |  |
| 14. | "Pra Agradar Ninguém"        |                                       |         |  |

| Dominó (2001) |                              |                        |         |  |
| N.º           | Título                       | Compositor(es)         | Duração |  |
| 1.            | "Não Diga Não"               | Arnaldo Saccomani      |         |  |
| 2.            | "La bomba"                   |                        |         |  |
| 3.            | "Dance Te Quero"             |                        |         |  |
| 4.            | "Menina Linda"               |                        |         |  |
| 5.            | "Como Você é"                |                        |         |  |
| 6.            | "Sua Onda"                   |                        |         |  |
| 7.            | "Doce Mistério"              |                        |         |  |
| 8.            | "What Are You Talking About" |                        |         |  |
| 9.            | "Falsa Timidez"              |                        |         |  |
| 10.           | "Toda Beleza do Mundo"       | José María Cano, Poças |         |  |
| 11.           | "Para Sempre"                |                        |         |  |
| 12.           | "Pra Agradar Ninguém"        |                        |         |  |

## Número de catálogo
| Ano  | Título       | Número de catálogo | Refs.  |
| ---- | ------------ | ------------------ | ------ |
| 1999 | Give Me Love | 1508027-1          | [ 17 ] |
| 2001 | Dominó       | 4994-5568          | [ 12 ] |